# Eurotrash (Roman)
Eurotrash ist ein 2021 erschienener autofiktionaler Roman des schweizerischen Schriftstellers Christian Kracht. Das Buch wird vom Verlag als Fortsetzung seines 25 Jahre vorher veröffentlichten Debütromans Faserland bezeichnet, das als Wegbereiter der deutschsprachigen Popliteratur gilt. Der Roman wurde 2025 für den International Booker Price nominiert.

## Handlung
Christian Kracht tritt als fiktionalisierte Version seiner selbst als Ich-Erzähler in Erscheinung, der seine Familiengeschichte verarbeitet. Er wurde zu seiner (ebenfalls fiktionalisierten) senilen, alkoholsüchtigen und psychisch kranken Mutter zitiert, da diese etwas mit ihm zu besprechen habe. Als diese ihn wieder einmal ausschimpft, beschließt er, den generationenübergreifenden Zyklus des Missbrauchs in seiner Familie zu brechen, indem er mit seiner sterbenden Mutter eine Reise unternimmt. 
Beide heben 600.000 Schweizer Franken ab, da beide das durch Nazi-Anbiederung der Familie erworbene Vermögen verabscheuen. Kracht beschließt, eine Aussteigerkommune in seinem Geburtsort Saanen zu besuchen und ihr Geld zu spenden, ist jedoch entsetzt, als sich diese als rechtsradikal entpuppt. Seine durch die Reise revitalisierte Mutter verlangt daraufhin, im Ort ihrer Kindheit Forellen zu essen und möchte danach einmal in ihrem Leben Edelweiß sehen. Als Kracht auf dem Berggipfel asiatischen Touristinnen mehrere 10.000 Franken schenken will, kommt es zum Streit, bei dem sich beide gegenseitig Faulheit, Talentlosigkeit, Missbrauch und Vernachlässigung sowie das Ausnutzen des Nazi-Vermögens vorwerfen.
Der Streit setzt sich im Taxi weiter fort und die Mutter verlangt, nach München und anschließend nach Afrika zu fahren. Da sie jedoch psychisch immer weiter abbaut, gaukelt Kracht ihr die Fahrt zum Flughafen und auch den Flug nur vor und setzt sie in Wahrheit an der Nervenheilanstalt ab, in der sie bereits länger eingewiesen war. Die Mutter, völlig in ihrer Wahnwelt, wähnt sich in Tansania und beschließt, nun zu den Zebras zu gehen. Der Erzähler verabschiedet sich von ihr.

## Stil
Die äußerlich wie in vielen Kracht-Romanen eher handlungsarmen Passagen sind durchsetzt mit teils für den Autor Christian Kracht autobiographisch verbrieften, teils verfremdeten Rückblenden in das Leben und Erleben der Hauptfigur selben Namens. Der Roman enthält zahlreiche biographische Informationen über Krachts Vater Christian Kracht senior.
Die z. B. auch von Bret Easton Ellis im Roman Lunar Park (2005) angewandte Technik der Namensgleichheit von Autor und Hauptfigur wird von Kracht hier ebenfalls eingesetzt. Kracht bemerkte hierzu: „All meine anderen Romane werden formell zwischen den Buchdeckeln von ‚Eurotrash‘ imitiert.“

## Adaptionen
Eine ungekürzte Hörbuchversion, gelesen vom Autor, erschien im Herbst 2021. Sie weist einige phonetische Besonderheiten auf, etwa die englische Aussprache des Titels „Eurotrash“, die Aussprache des Namens David Bowie als [ˈbaʊi] sowie Helvetismen (Betonung von „Restaurant“ auf der ersten Silbe).
Sowohl die Berliner Schaubühne wie auch das Thalia Theater Hamburg brachten Ende 2021 adaptierte Schauspielversionen des Romans als Zwei-Personen-Stücke auf die Theaterbühne. In den jeweiligen Hauptrollen sind Angela Winkler und Barbara Nüsse zu sehen. Unter der Regie des israelischen Regisseurs Itay Tiran ist ab 2022 eine weitere Version am Burgtheater Wien zu sehen. Das Theater Freiburg zeigt ab Herbst 2023 eine Bühnenadaption des Romans. 

## Ausgaben
- Eurotrash. Kiepenheuer und Witsch, Köln 2021, ISBN 978-3-462-05083-7.
  - Eurotrash. De Arbeiderspers, Amsterdam 2021, ISBN 978-9-029-54505-1. Übersetzt von Peter Claessens
  - Eurotrash. Pelikanen Forlag, Stavanger 2021, ISBN 978-8-283-83109-2. Übersetzt von Sverre Dahl
  - Eurotrash. Gads Forlag, Kopenhagen 2022, ISBN 978-8-712-06755-9. Übersetzt von Madame Nielsen
  - Eurotrash. Ersatz Förlag, Stockholm 2022, ISBN 978-91-8891343-2. Übersetzt von Anna Bengtsson
  - Eurotrash. Lurra Editions, Helsinki 2023, ISBN 978-9-527-38043-7. Übersetzt von Olli Sarrivaara
  - Eurotrash. Éditions Denoël, Paris 2024, ISBN 978-2-207-17939-0. Übersetzt von Corinna Gepner
  - Eurotrash. La nave di Teseo, Mailand 2024, ISBN 978-8-834-61710-6. Übersetzt von Francesca Gabelli
  - Eurotrash. Vegueta Ediciones, Barcelona 2024, ISBN 978-8-418-44908-6. Übersetzt von Isabel García Adánez
  - Eurotrash. אחוזת בית ספרים, Tel Aviv 2024, ISBN 978-9-229-14505-1. Übersetzt von Hanan Elstein
  - Eurotrash. W.W. Norton, New York 2024, ISBN 978-1-324-09456-2. Übersetzt von Daniel Bowles
  - Eurotrash. Serpent´s Tail London 2024, ISBN 978-1-805-22304-7. Übersetzt von Daniel Bowles
  - Eurotrash. Editura Trei, Bukarest 2024, ISBN 978-6-064-02284-4. Übersetzt von Mariana Bărbulescu
  - Eurotrash. Typotex, Budapest 2024, ISBN 978-963-4933-13-7. Übersetzt von Sándor Tatár

## Trivia
- Die deutsche Original-Hardcover-Ausgabe des Romans (erschienen im März 2021) wurde vom schwedischen Grafikdesigner Håkan Liljemärker gestaltet. Das Frontcover zeigt ein Gemälde der belgischen Malerin Karien Deroos, überlagert mit dem Titel des Buches. Letzterer sowie der Name des Autors Kracht sind in der ITC Galliard gesetzt.
- Den Einband der Original-Hardcover-Ausgabe ziert ein nicht näher nachgewiesenes Zitat des Literatur-Nobelpreisträgers Peter Handke (* 1942), in dem der Autor Christian Kracht (* 1966) als „ein ganz schlauer Bursche“ bezeichnet wird.
- Den Roman hat der Autor vier Frauen – seiner Frau, Tochter, Schwester und Mutter – gewidmet.

## Belege
1. ↑  Tobias Rüther: Christian Krachts „Eurotrash“: Die perfekte Trennung von Autor und Autor. In: FAZ.NET. ISSN 0174-4909 (faz.net [abgerufen am 24. Januar 2022]).
2. ↑  The International Booker Prize 2025 | The Booker Prizes. Abgerufen am 26. Februar 2025 (englisch).
3. ↑  Johanna Adorján: "So geht es nicht weiter". In: Süddeutsche Zeitung. Nr. 51. Süddeutsche Zeitung GmbH, München 3. März 2021, S. 9.